# Die Wellen
Die Wellen, engl. The Waves (erschienen 1931 bei The Hogarth Press, London), ist Virginia Woolfs dritter und letzter der sogenannten experimentellen Romane nach Zum Leuchtturm und Mrs Dalloway.

## Inhalt

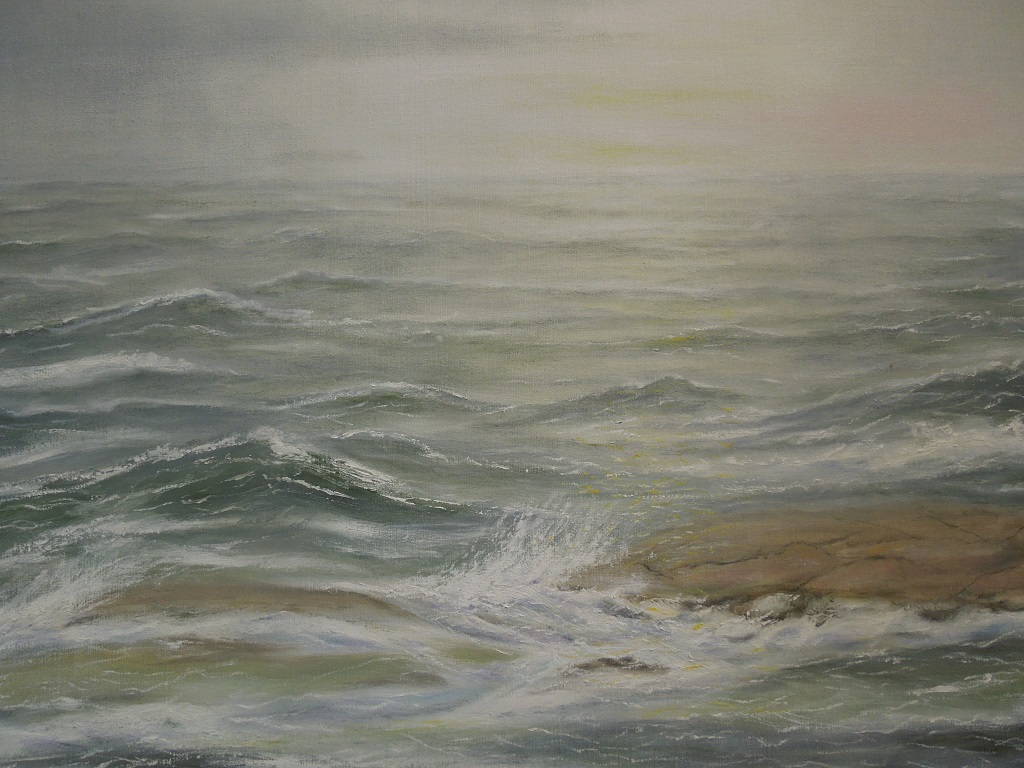
GelinHavstavla

Der Roman beschreibt die lebenslange, quälende Selbsterforschung einer Gruppe von sechs Personen. Im Mittelpunkt stehen Ausschnitte aus dem Leben dreier Frauen und dreier Männer von ihren gemeinsamen Stunden als Kinder bis in ihr höheres Alter. Die ihnen gewidmeten Episoden werden zehn Mal von kursiv gedruckten kurzen Zwischenspielen gerahmt, die die Impressionen eines Tages an der Küste von seinem sommerlichen Morgengrauen bis zu einem herbst- oder winterlichen Abend beschreiben. Zentral in diesen Einschüben sind unter anderem die titelgebenden Wellen, Symbol des Getragen- und zugleich des Verschlungenwerdens alles Lebendigen.
Der Übergang von den immer wieder Sonne, Strand, Garten und das Haus beschreibenden und kursiv gesetzten Zwischenspielen zu den Episoden der Figuren produziert einen Rhythmus von Wiederholung und Veränderung, in dessen Verlauf sich jener eine Tag an der Küste, der Wechsel der Jahreszeiten und das Leben der sechs Hauptfiguren erfüllen. Die Episoden aus dem Leben dieser drei männlichen (Bernard, Neville und Louis) und drei weiblichen (Jinny, Rhoda und Susan) Figuren werden von ihnen in der Form von Selbstgesprächen erzählt. Dieser Chor der Stimmen ist der eigentliche Inhalt des Romans.

## Komposition
In den Zwischenspielen, die den Roman einleiten und abschließen, tritt im Gegensatz zu den Episoden ein anonymer Erzähler in personaler Perspektive auf, der immer wieder den Veränderungen beim Sonnenstand, am Strand, an Garten und Haus im Tagesverlauf folgt. Woolf schreibt bereits im ersten einleitenden Zwischenspiel einen an Vergleichen, Metaphern und anderen poetischen Formen reichen Stil, der seine Kraft in kurzen Sätzen und in für sich transparenten Passagen entfaltet. Diese Naturschilderungen werden bestimmt von einem konsequenten Anthropomorphismus, beispielsweise in der wiederholten Beschreibung von Schaumkronen als turbantragenden Kriegern. Einerseits wird damit eine Analogie zwischen der Natur und der menschlichen Erfahrungswelt geschaffen, andererseits wird die Natur damit als etwas Aktives, Lebendig-Eingreifendes gezeichnet. In ähnlicher Weise hatte Woolf bereits im zweiten Teil ihres 1927 erschienenen Romans Zum Leuchtturm die Natur als etwas Besitzergreifendes dargestellt.

In den Episoden tritt der anonyme Erzähler hinter die Figuren zurück, denen er gleichsam reihum das Wort erteilt. Die Zurücknahme des Erzählers liefert die Regie an die nach Zeit und Ort in einem vagen Jetzt sich äußernden Stimmen aus, deren Selbstanalysen zur eigentlichen Handlung des Romans werden. Was dabei bildhaft und poetisch erscheint, bleibt trotz der Strenge der Form durch den Mangel an Kommunikation und Interaktion der Figuren schwebend und abstrakt.

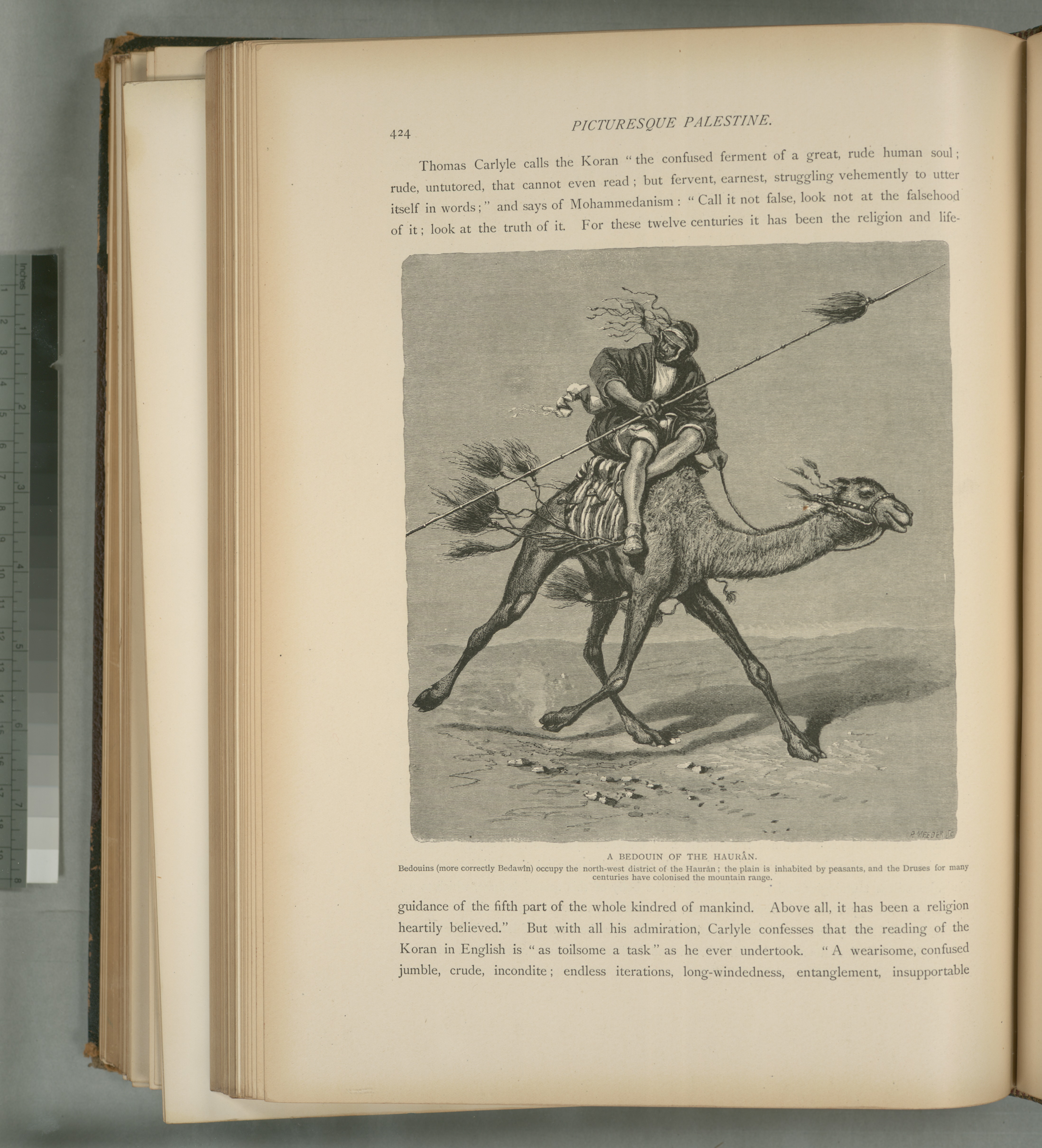
Ein Beduinenkrieger aus dem Haurân.

Die Verbindung der Hauptstruktur von Zwischenspielen und Episoden wird durch gemeinsame Motive erreicht: zum Beispiel durch die Bilder der Wellen, eines Kriegers, eines stampfenden wilden Tieres, dessen Laute vom Strand herüber oder von irgendwoher in die Welt der Figuren eindringen oder verbunden durch den Gegensatz der Welt des Lichts und der Welt von Düsternis und Fäulnis; oder durch den alle Figuren mehr und mehr umtreibenden Gegensatz von Identität und Absonderung, von Gemeinschaft und Bürde des individuellen Lebens.
Neben diesen Motiven legt aber auch ein Vergleich der Zwischenspiele und Episoden eine strukturelle Parallelität nahe: Die Zwischenspiele werden im Zyklus eines Tages und eines Jahres mit zunächst sich erweiternder, am Ende des Textes sich wieder stark verengender Perspektive durchlaufen, die schließlich in einen einzigen kurzen Satz das Werk beschließt: „Die Wellen brechen sich am Strand.“ Auch die Episoden sind von einer analogen Veränderung der Perspektive geprägt: Sie beginnen zunächst mit gemeinsamen Kindheitserlebnissen an einem Ort. In den folgenden Episoden halten sich die alternden Charaktere an verschiedenen Orten auf, zunächst in England, dann in Rom und Spanien, auch Afrika erscheint am Horizont, bis schließlich gegen Ende des Romans, gleichsam mit dem Sonnenuntergang des vorletzten Zwischenspiels, allein die Figur Bernard übrig bleibt – ihm gehören das erste und das letzte Wort der Episoden.

## Chor der disparaten Stimmen
Eine kohärente Beschreibung der äußeren Natur von Strand, Haus und Garten gibt es nur in den Zwischenspielen im Bericht des Erzählers. In den Episoden sind die Themen auf die Darstellung der individuellen Wahrnehmungen der jeweiligen Figur beschränkt: „Die äußere Wirklichkeit [tritt] fast völlig hinter die reine Innensicht zurück.“ In jeder Episode kommen die Stimmen in direkter Rede zu Wort, stereotyp eingeleitet mit einem: „… sagte Bernard, … sagte Susan ….“ Vergangenheit und Zukunft spielen in diesen Momentprotokollen kaum eine Rolle, sie verwenden fast nur ein akzentuiertes Präsens: „Da! Das ist mein Augenblick der Ekstase. Jetzt ist er vorbei.“ Dieses Verfahren beschreibt Bernard mit den Worten: „Die Oberfläche meines Geistes gleitet dahin wie ein blassblauer Strom, der spiegelt, was vorbeizieht.“ Obwohl jede dieser Momentaufnahmen von einer Inquit-Formel begleitet wird, lässt sich nicht sagen, ob sie tatsächlich auch anderen mitgeteilt werden oder nicht vielmehr eine Technik zur Darstellung eines Bewusstseinsstromes sind – möglicherweise werden sie für die anderen Figuren gar nicht hörbar. In Woolfs erstem Roman Die Fahrt hinaus möchte der junge Terence Hewet, angehender Schriftsteller, einen Roman über „die Stille“ schreiben; in gewisser Weise realisiert Woolf dies in Die Wellen.
Durch die sechs verschiedenen Bewusstseinsströme entsteht die Multiperspektive des Romans. Bei einem Vergleich mit anderen herausragenden Werken, die die Technik des Bewusstseinsstromes nutzen, etwa James Joyce’ Ulysses, fällt auf, dass Woolf in Die Wellen einen Stil wählt, der im Wesentlichen von Rationalität sowie von logischer und syntaktischer Struktur geprägt ist. Idiosynkratische Eigenschaften der Sprache fehlen ganz, abgesehen von Louis australischem Akzent, der lediglich erwähnt, nicht aber dargestellt wird. Ebenso gleicht die Sprache der Kinder im Vorschulalter aus der ersten Episode der ihrer erwachsenen Entsprechungen. Die Unterschiede, die eine Entwicklung der Kinder zu Erwachsenen erkennen lassen, liegen vielmehr in den wahrgenommenen Bildern und Symbolen, ebenso wie in deren unterschiedlicher Interpretation, die letztlich wieder auf die Technik der Multiperspektive verweist.
Ordnung und Einheitlichkeit der Berichte werden nicht nur durch die Strenge der Komposition, sondern auch durch die gemeinsame Lebenseinstellung der Protagonisten bewirkt: Bernard ist unter seinen Freunden für seine Geschichten bekannt, in denen er zeitlebens versucht, das zeitliche Nacheinander der Momentaufnahmen „mit einem durchlaufenden Faden zu ordnen und zwischen Sätzen und Bruchstücken nach etwas Heilem zu suchen.“ Aber im Rückblick stellt er resigniert fest, dass „das Leben … vielleicht nicht auf die Behandlung [anspricht], die wir ihm zuteil werden lassen, wenn wir es zu erzählen versuchen.“ Erzählung als Sinngebung, Sinngebung als Lebensentwurf – das erscheint Bernhard am Ende als hilfloses Konzept gegen Zufall und Unausweichlichkeit des Lebens.

## Figurenkonstellation
Schon die altklugen Kinder des Anfangs beziehen sich kaum aufeinander, scheinen nur ungefähr am gleichen Ort zur etwa selben Zeit zu sein, ohne in ihren Handlungen aneinander teilzuhaben. Die mehreren Ichs, die ihr Leben wie einen mehrstimmigen Traum in wörtlicher Rede erzählen, bleiben auch in ihren gegenseitigen Bespiegelungen als Erwachsene einsam, abstrakt und in der Zeit verloren.
Die Stenogramme ihrer Träume und Selbstgespräche spiegeln zunächst ihre Wahrnehmung der äußeren Welt. Erst allmählich, dann immer mehr wuchert die Reflexion über sich selbst, über das Konzept der Welt, und überwuchert den Bericht über Handlungen – die Figuren ergreifen nicht die Welt oder gestalten sie, sondern denken sie, jede für sich. Im Vergleich zu Virginia Woolfs anderen Romanen werden die sechs Hauptfiguren sehr sparsam als Individuen gezeichnet, bleiben mehr Schemen als dem Leben nachgebildete Figuren. Ihre Reflexionen kreisen um Einsamkeit und eigene Identität, um die ersehnte Verschmelzung mit den Freunden und die seltenen, kurzen Momente gemeinsamen Glücks. Nicht nur 130 Jahre, sondern ganze Zeitalter liegen zwischen z. B. den fünf Töchtern der Familie Bennet in Jane Austens Roman Stolz und Vorurteil und den sechs Hauptfiguren der Wellen.
Mehrfach spielen die Figuren mit ihrer Identität und Multipersonalität, daher halten manche Kritiker sie für Facetten ein und derselben Person: Ein anonymer Erzähler könnte sich in unterschiedliche Ichs auseinanderzufalten, ihr Schicksal durch die sechs Farben verschiedener Biografien deklinieren und deren Gehalt an Einsamkeit vermessen zu wollen: In den Äußerungen der weiblichen Figuren dominieren Themen von Weltgenuss, Weltangst und Weltabwendung, in den männlichen die von überschießender Fantasie, Disziplin und Broterwerb.

## Deutungen
Die Fremdheit der Erzählweise, die Vielfalt und Verschlingung der Motive machen das Werk bis heute zu einem der „schwierigen“ Bücher: Schon das Basiskonzept eines Tagesverlaufs, der mit dem Wechsel der Jahreszeiten und der lebenslangen Isolierung und Freudlosigkeit der Hauptfiguren in einem geheimnisvollen Rhythmus schwingt, ist so faszinierend wie verstörend. „Sie alle sind Teil eines größeren Ganzen, das sowohl als ewige Wiederkehr des erfüllten Moments  in der Gegenwart wie auch als Glied in der historischen Kette begriffen wird; sie gleichen der Welle, die sich am Strand bricht, während das Meer ewig weiterexistiert.“ Gefangen in diesem Rhythmus, in den sich das Leben der Figuren unbehaust und hilflos gegenüber allen Erschütterungen einfügt, gibt es nur den einen Trost: „Es gibt immer etwas, das man als nächstes tun muss. Dienstag folgt auf Montag; Mittwoch auf Dienstag“, wie Bernard mehrmals in seinem langen Monolog am Ende des Romans den Sinn seines Lebens umkreist. „Es geht weiter“, stellt er fest, „aber warum?“ Aber er schließt seinen Monolog ohne zu resignieren mit den Worten: „Dir will ich mich entgegenwerfen, unbesiegt und ungebeugt. O Tod!“
Willi Erzgräber notiert zu Bernards Widerstand gegen Sinnlosigkeit und Vergänglichkeit: „In seiner eigentümlichen Sicht des menschlichen Daseins sind epikureische und stoische Elemente miteinander gemischt: Er genießt den Augenblick, überlässt sich dem wellenartigen Auf und Ab des Lebens, dem pulsierenden Rhythmus der alttäglichen Geschäftigkeit, spürt dabei den Hauch der Vergänglichkeit und findet doch immer Kraft, dem Sog der Leere zu widerstehen. Das Bild des Reiters, der mit eingelegter Lanze unbesiegt und unnachgiebig dem Tod entgegenreitet, wird zum Inbegriff menschlicher Selbstbehauptung und Größe. Wenn auch Bernard im Kampf mit dem Tod wie Percival, sein Freund, der bei einem Ritt in Indien das Leben verlor, letztlich besiegt werden wird, bleibt er frei von aller Resignation und Todessehnsucht […] Es ist dies die Haltung vieler Helden in der modernen Literatur, für die im Sinne Nietzsches Gott tot ist, die jedoch lebend wie sterbend noch eine Spur menschlicher Würde zu bewahren versuchen.“
Einige Interpreten suchten nach einer weltanschaulichen Gesamtdeutung oder nach einer im Werk enthaltenen speziell feministischen Sichtweise. Andere rekonstruierten Parallelen der Hauptfiguren zu Freunden und Mitgliedern der Familie und zur fortschreitenden Verzweiflung der Autorin. Und wieder andere Ansätze fanden in den von den Hauptfiguren geäußerten literarischen Konzepten einen poetischen Diskurs der Autorin, die mit einer zur Situation des Individuums im 20. Jahrhundert passenden Erzählform jenseits des Mainstreams ihrer Zeit experimentiert habe.
Manche Kritiker halten Die Wellen für ein Meisterwerk, viele aber auch für nicht sehr unterhaltsam. Bei allem Respekt vor diesem Experiment auf der Suche nach einer neuen Erzählform gilt für diese Kritiker, dass das Werk nicht mehr als Roman „funktioniert“. In diesem Werk, in dem Virginia Woolf vielleicht einer eigenen Erzählweise am nächsten gekommen ist, hat sie sich von ihren Lesern wohl am weitesten entfernt.

## Ausgaben
- Virginia Woolf: Die Wellen. Deutsch von Maria-Bosse-Sporleder, Gesammelte Werke. Prosa 8, hrsg. von Klaus Reichert, Frankfurt:  Fischer 1991, ISBN 3-10-092554-8 (The Waves. Hogarth Press, London 1931)